# HD9031
HD9031 є хімічно пекулярною зорею спектрального класу
A2 й має видиму зоряну величину в смузі V приблизно  9,0.